# 青山长江大桥
青山长江大桥，又称“青山长江公路大桥”，原名“武湖长江公路大桥”，是位于中国湖北省武汉市的一座公路斜拉桥，跨越长江，是武汉四环线的过江通道之一，距上游的天兴洲长江大桥约6.5公里，距下游的阳逻长江大桥约9.5公里。大桥线路全长7494米，全线桥梁比例为100%，其中长江大桥全长4364米，接线主线桥梁长3130米。南汊主桥为主跨938米的双塔双索面混合梁斜拉桥，北汊副桥为主跨110米的三孔连续箱梁桥。全桥按双向八车道高速公路标准设计，行车速度为100公里/小时，不设服务区、收费站、管理中心等，不设互通立交区，汽车荷载等级为公路-Ⅰ级。大桥总投资56亿元，采用BOT+EPC（投资、设计、施工、运营一体化）模式建设，由武汉交通工程建设投资集团、中铁大桥局股份有限公司、江苏法尔胜泓昇集团、湖北省交通规划设计院、中铁大桥勘测设计院共同出资负责建设、经营和管理。于2015年12月23日正式开工建设，2021年4月30日建成通车。

## 设计
大桥桥面宽48米，是长江上最宽的桥梁；A型主塔高279.5米，相当于100层楼高，为世界上最高的A型桥塔；主桥长1638米，主跨938米，一跨过江，是世界上跨度最大的全漂浮体系斜拉桥。

## 线路走向
大桥路线起点位于洪山区八吉府街道新集村附近，向北上跨乙烯快速路、规划中的沿江大道、武惠长江干堤，于武汉钢铁外贸码头下游的大众装卸码头处跨越长江主河道，过天兴洲洲尾，再跨长江副河道后，向北跨越武湖长江干堤和规划中的江北快速路，止于黄陂区  汉施公路以北。

## 建设进程
2013年8月8日-10日，中交公路规划设计院受国家发展和改革委员会的委托，在武汉召开了青山长江大桥项目申请报告评估会，最终项目申请报告通过了专家评估，并2014年获得核准。